# マヘンドラ・ハイウェイ

路線標識

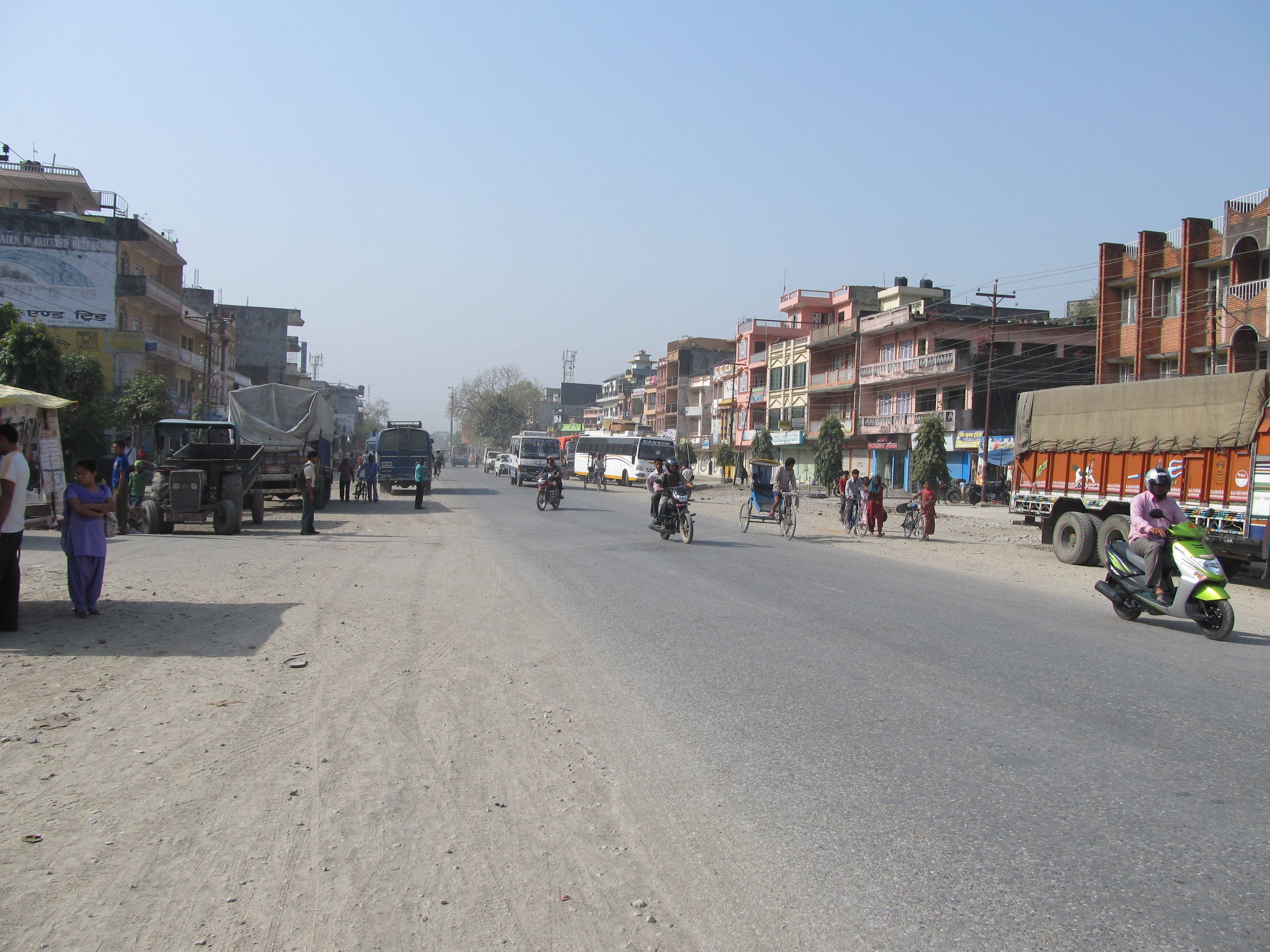
ブトワル市街

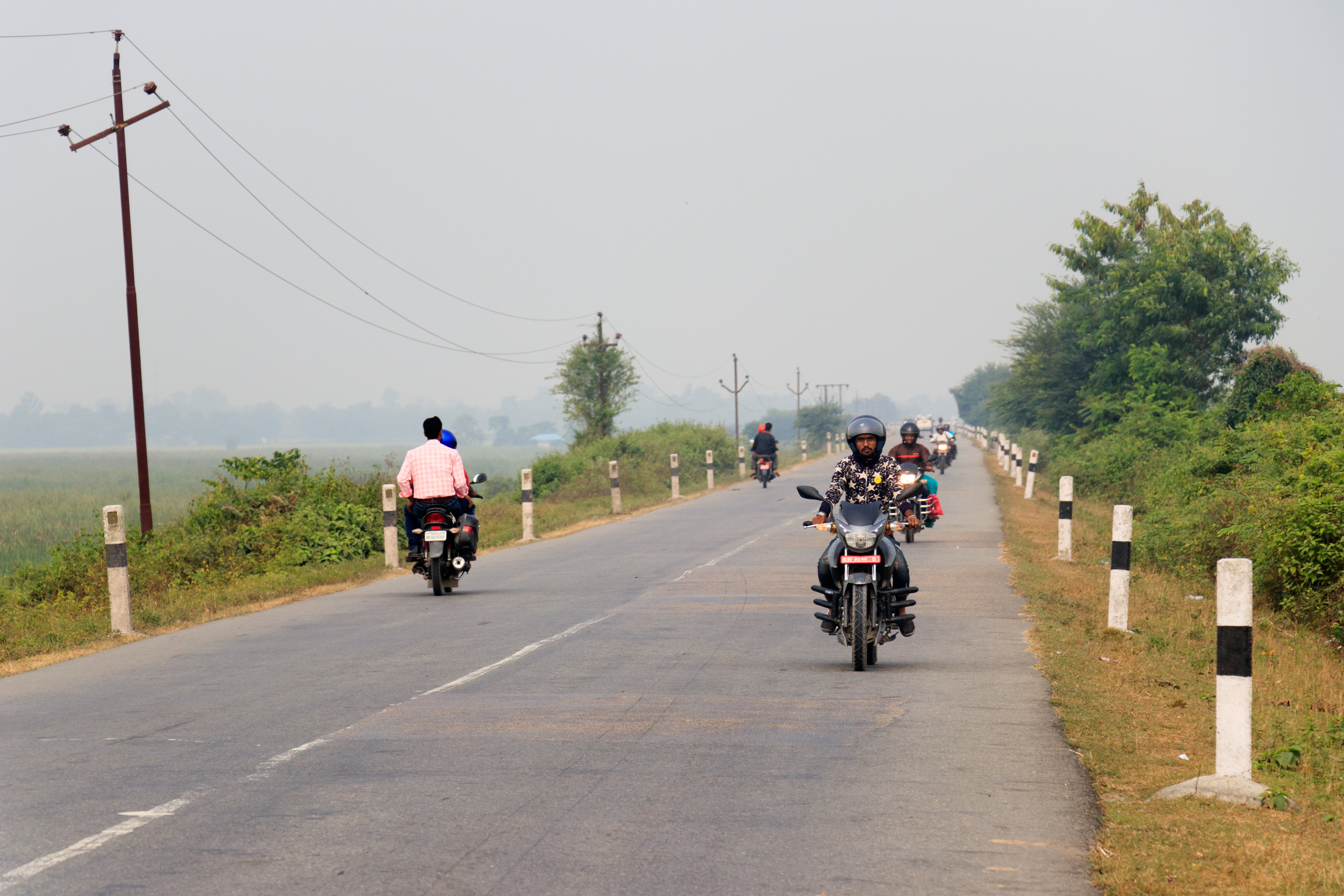
イナルワ - カタン間

マヘンドラ・ハイウェイ（英: Mahendra Highway）は、ネパール南部、タライ（マデス）地方を東西に走る、ネパールで一番長い国道。「東西ハイウェイ」とも言う。沿道の主な都市や町は、東から、カカールビッタ、ダーラン、ジャナクプル、バラトプル、ナラヤンガート、ガインダコート、ブトワル、シッダルタナガル、ネパールガンジ、バルディヤ、マヘンドラナガルである。
バラトプルではカトマンズに通じるハイウェイと接続している。